# 로니 브라운
로니 브라운(Ronnie Browne, 1937년 8월 20일 ~, 본명 로널드 그랜트 브라운, Ronald Grant Browne)은 스코틀랜드의 싱어송라이터이며 화가이다. 에딘버러 예술대학교(ECA)를 졸업하고 교편을 잡았으며, 1962년 그룹 더 코리 포크 트리오 앤드 패디 벨의 멤버로 데뷔하였다. 더 코리스가 부른 대중가요인 '로지스 어브 프린스 찰리'(Roses of Prince Charlie)은 로니 브라운이 작사하였다.
로이 윌리엄슨과 함께 28년간 가수로 활동하였으며, 1990년 윌리엄슨이 사망한 뒤부터는 솔로 가수로 활동하며 앨범을 발표했다. 1996년에는 영화 '더 브루스(The Bruce)'에 악사 맥스웰(Maxwell the Minstrel)역으로 출연하기도 했다.
2002년 은퇴를 선언하고 공연 활동에서 물러났으나, 지금도 종교 행사나 스포츠 경기에서 스코틀랜드의 비공식 국가인 '스코틀랜드의 꽃'(Flower of Scotland)을 군중들 앞에서 선창하는 정도는 계속 하고 있다. 아일랜드의 록 밴드인 U2를 좋아하는 것으로 알려져 있다.

## 필모그래피
더 브루스(The Bruce)-1996(악사 맥스웰 역)

## 디스코그래피
- The First Time(1992)
- Scots Wha Hae(1993)-로니 브라운의 독창 곡과 더 코리스가 예전에 발매한 앨범에서 뽑아 낸 곡들이 섞여 있는 앨범이다.
- Scottish Love Songs(1996)
- Battle Songs and Ballads(1996)